# 中国超级联赛杯
中国超級联賽杯，简称中超杯，是中国足协效仿英格兰联赛杯设立的足球杯賽，在原有的允许最高两级联赛球队参赛的中国足协杯的基础上增设，只允许中国足球超级联赛球队参加。该项赛事开始于中超创立的2004年，结束于2005年，一共只举办了两届。

## 历史
2004年中国足球的顶级联赛由原来的甲A升级为中超，有资格参加的球队减少到了12支，全年的比赛场次大大减少，因此决定创立联赛杯以增加比赛场数。2005年以来中超逐渐扩军，全年比赛场次也逐步增加，此外中超杯的招商也不理想，因此中国足协决定自2006年开始取消这一赛事。
2010年8月1日，亚足联考察组抵达北京，主管联赛和国字号队伍的足协副主席于洪臣在向亚足联官员的汇报中明确承诺：“中国足协明年尽快恢复足协杯和中超杯比赛”。2012年中国足协《职业足球联赛(2013-2022)中长期发展规划》讨论稿中计划于2014年恢复联赛杯。2013年6月，中国足协职业联赛理事会全体大会讨论了恢复中超联赛杯一事，足协希望把中超杯安排在冬天，即中超赛季开打之前。与会俱乐部代表提出很多意见，如担心比赛变鸡肋、担心球员身体承受不了、担心联赛杯不能盈利等等。还有人指出，联赛杯冠军得不到亚冠联赛的参赛名额，只有一点奖金，参赛缺乏激励。中超俱乐部大多有出国冬训的计划，担心中超杯比赛强度不够，达不到锻炼目的，不支持在冬天举行中超杯；一些中甲俱乐部则希望以此作为热身机会。由于会议没能达成共识，中国足协决定放缓恢复中超杯的进度。

## 歷屆決賽
- 2004年：山東魯能 2:0 深圳健力宝
- 2005年：武漢黃鶴樓 3:1（总比分）深圳健力宝